# Toronto Hydro
Toronto Hydro est la plus grande société municipale de distribution d'électricité au Canada. Elle dessert environ 719 000 clients dans la région métropolitaine de Toronto. Elle distribue ainsi 19 % de toute l'électricité consommée dans la province de l'Ontario, Canada. Elle est fondée le 1er janvier 1998 par une loi du gouvernement de l'Ontario du regroupement de six compagnies de distribution à la suite de la fusion des différentes banlieues entourant la ville centre de Toronto.

## Histoire
Toronto Hydro est la plus récente incarnation d'un système de distribution d'électricité de la région métropolitaine de Toronto. L'électricité est apparue dans cette ville à la fin des années 1880. En 1908, par un vote populaire, il est décidé de former une société municipale de distribution et Toronto Hydro-Electric System est incorporée le 2 mai 1911. Celle-ci absorbe plusieurs compagnies privées durant les années 1920 augmentant de 200 % la quantité de kilowatts-heures vendus.
La fusion de plusieurs villes de banlieue en 1998 permet la fusion de leurs différentes société municipales, dont celles d'électricité donnant Toronto Hydro.